# 2023年パレスチナ・イスラエル戦争における白リン弾の使用

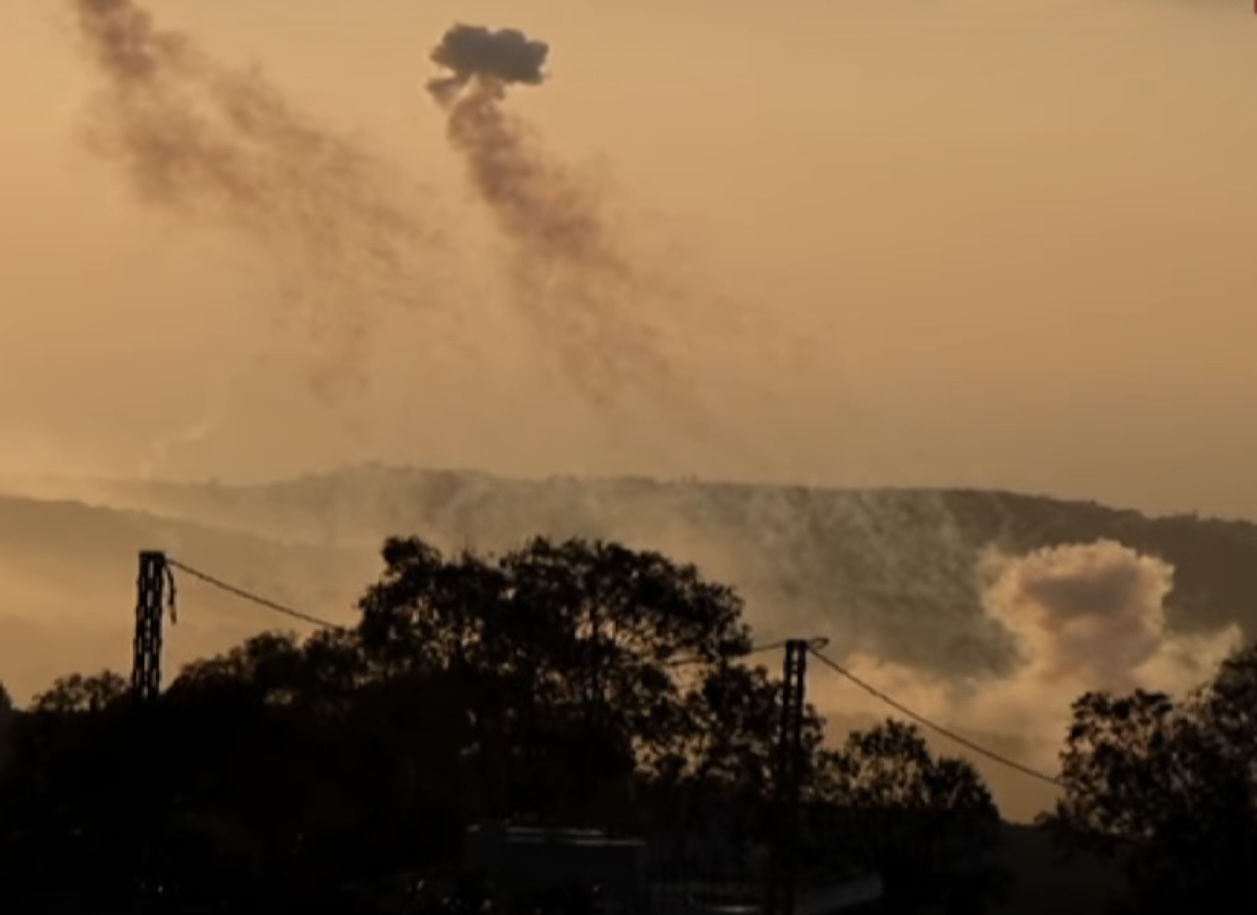
レバノン南部での白リン弾の使用（2023年10月16日）

2023年パレスチナ・イスラエル戦争における白リン弾の使用（2023ねんパレスチナ・イスラエルせんそうにおけるはくリンだんのしよう）では、2023年パレスチナ・イスラエル戦争においてイスラエルによる白リン弾の使用について述べる。
2025年2月5日時点で、2023年10月10日・10月11日・10月16日・10月17日で、白リン弾の使用が確認されている。

## 規制と適用
焼夷弾はジュネーヴ条約で禁止されており、軍事紛争のすべての当事国に対して適用される。しかし、白リン自体には合法的な用途が存在するので、白リン弾は国際人道法で直接規制されてはいない。
白リンは酸素との相互作用で発火し、燃焼中に大量の煙が発生するため、軍で煙幕として使われ、部隊の行動を隠すことができる。しかしながら、化学的な性質により白リン弾が特に危険なものとなっており、リンの燃焼温度は800°Cから2500°Cで、皮膚や衣服など様々なものに付着し、燃焼中のリンは消火するのが困難である。また、白リンは骨まで達する重い火傷を起こし得るものであり、組織内に残留したものが初期治療の後に発火する可能性がある。通常、医療資源が限られている軍医には、被害者をタイムリーかつ十分に助けることは困難である。たとえ火傷から生還したとしても、白リンの毒性による臓器不全で死亡する可能性もあり、さらに、焼夷弾による火災で民間人の住居や財産を破壊し、作物や家畜に被害が与えられ得る。ヒューマン・ライツ・ウォッチのような人道的活動組織は、各国政府に対して、リン弾頭を特定通常兵器使用禁止制限条約に含めるように要請している。
危険性があるにもかかわらず、2022年まで化学兵器の開発、生産、貯蔵及び使用の禁止並びに廃棄に関する条約においてリン弾が化学兵器に分類されてはいなかった。国際非政府組織により、シリア、アフガニスタン、ガザ地区などでの戦闘で白リン弾の使用が記録されているが、人道法により軍事利用は選択的であることが義務づけられているため、人口密集地帯や民間人への使用は戦争犯罪とされている。司令部には民間人と兵士や軍事目標を区別する義務があるが、人口密集地帯への使用の際には不可能である。

## 2023年パレスチナ・イスラエル戦争
2023年10月10日・10月11日に実施されたイスラエルによるガザ地区爆撃で白リン弾が使用された。11日にヒューマン・ライツ・ウォッチはガザ地区住民に聞き取り調査を開始。そして同日中にM825A1白リン弾が使用されたことを特定した。また10日の攻撃にも同型の白リン弾が使用されたと明らかにした。そして12日、がイスラエルに対し白リン弾の使用に関する質疑応答文書を提出した。尚、イスラエル側はこの報道に一貫して否定の立場をとっている。
イスラエル軍による白リン弾の使用は2009年以来で14年振りとなる。尚、M825A1白リン弾は発煙弾として設計されているので禁止対象とされる焼夷兵器には該当せず、攻撃時点では規制がなかった。
11日、米国務省のミラー報道官はイスラエルが白リン弾を使用したとの情報について懸念を表明し、「白リンに正当な軍事的使用法があるのは明らかだが、民間人への使用はそこに含まれない。我々が白リンなどを他の軍隊に提供する際には必ず、人道法や武力紛争法にのっとって合法的目的のために使用されることを期待している」と述べた。
16日・17日、同じくイスラエル軍は白リン弾を使用。10月31日、アムネスティ・インターナショナルは調査の結果、10月16日に行われたイスラエルの白リン攻撃が無差別で違法であり、「戦争犯罪として調査される必要がある」とした。
11月2日、アムネスティ・インターナショナルは、白リン弾が使用されたとされている10月10日・11日・16日・17日についての調査結果を発表し、イスラエルが白リン兵器を使用したことを正式に認めた。
11月9日、レバノンは、イスラエルの白リン弾がレバノン南部の450万平方メートル以上の森林を破壊し、経済的損失は2000万ドル近くに上ったと発表した。
12月11日、『ワシントン・ポスト』紙は10月に使用された白リン弾は、アメリカ軍から供給されていたものであることが明らかにした。